# Anomotarus kosciuskoanus
Anomotarus kosciuskoanus is een keversoort uit de familie van de loopkevers (Carabidae). De wetenschappelijke naam van de soort is voor het eerst geldig gepubliceerd in 2005 door Baehr.